# Чемпионат СССР по лёгкой атлетике в помещении 1986
Чемпионат СССР по лёгкой атлетике в помещении 1986 года прошёл 6—8 февраля в Москве в манеже ЛФК «ЦСКА» имени В. П. Куца. На протяжении 3 дней были разыграны 23 комплекта медалей.
На чемпионате было показано несколько рекордных результатов. В прыжке с шестом у мужчин Сергей Бубка установил высшее мировое достижение — 5,92 м. Роберт Эммиян показал в прыжке в длину лучший результат в европейской истории, 8,34 м.
На дистанции 3000 метров у мужчин семь человек пробежали быстрее 8 минут, в тройном прыжке пять человек покорили 17-метровый рубеж.
Чемпионат СССР по многоборьям в помещении проводился отдельно 31 января—1 февраля 1986 года в Запорожье.

## Медалисты

### Мужчины
| Дисциплина             | Золото                                                     | Золото  | Серебро                                            | Серебро | Бронза                                                    | Бронза  |
| ---------------------- | ---------------------------------------------------------- | ------- | -------------------------------------------------- | ------- | --------------------------------------------------------- | ------- |
| 60 м                   | Виктор Брызгин Динамо Украинская ССР Ворошиловград         | 6,66    | Николай Юшманов Динамо Ленинград                   | 6,68    | Владимир Шершень Динамо Ленинград                         | 6,71    |
| 200 м                  | Александр Евгеньев Динамо Ленинград                        | 20,91   | Николай Разгонов Спартак Украинская ССР Донецк     | 21,16   | Анатолий Литвинов Динамо РСФСР Липецк                     | 21,28   |
| 400 м                  | Вячеслав Кочерягин ШВСМ Латвийская ССР Даугавпилс          | 47,05   | Владимир Просин Профсоюзы РСФСР Саратов            | 47,17   | Аркадий Корнилов Вооружённые Силы Ленинград               | 47,66   |
| 800 м                  | Владимир Граудынь Труд Москва                              | 1.48,85 | Вадим Лаушкин Вооружённые Силы Ленинград           | 1.48,91 | Сергей Куцебо Буревестник Ленинград                       | 1.48,98 |
| 1500 м                 | Павел Яковлев Вооружённые Силы РСФСР Улан-Удэ              | 3.42,56 | Виктор Калинкин Буревестник РСФСР Пенза            | 3.43,04 | Василий Матвеев Динамо Москва                             | 3.43,90 |
| 3000 м                 | Павел Яковлев Вооружённые Силы РСФСР Улан-Удэ              | 7.53,40 | Геннадий Фишман ШВСМ Белорусская ССР Гродно        | 7.53,61 | Михаил Дасько Вооружённые Силы Ленинград                  | 7.54,09 |
| 2000 м с препятствиями | Николай Матюшенко Трудовые резервы Украинская ССР Харьков  | 5.24,49 | Мати Уусмаа Труд Эстонская ССР Таллин              | 5.25,45 | Андрей Уксусов Буревестник РСФСР Красноярск               | 5.25,92 |
| 60 м с барьерами       | Андрей Прокофьев ШВСМ РСФСР Свердловск                     | 7,62    | Игорь Казанов Динамо Латвийская ССР Рига           | 7,72    | Игорь Переведенцев ШВСМ РСФСР Казань                      | 7,75    |
| Прыжок в высоту        | Валерий Середа Вооружённые Силы Ленинград                  | 2,31 м  | Вадим Оганян Спартак Казахская ССР Чимкент         | 2,31 м  | Игорь Паклин Вооружённые Силы Киргизская ССР Фрунзе       | 2,29 м  |
| Прыжок с шестом        | Сергей Бубка Профсоюзы Украинская ССР Донецк               | 5,92 м  | Радион Гатауллин Буревестник Узбекская ССР Ташкент | 5,70 м  | Александр Крупский Локомотив РСФСР Иркутск                | 5,65 м  |
| Прыжок в длину         | Роберт Эммиян Профсоюзы Армянская ССР Ленинакан            | 8,34 м  | Константин Семыкин Вооружённые Силы Москва         | 7,98 м  | Сергей Лаевский Буревестник Украинская ССР Днепропетровск | 7,96 м  |
| Тройной прыжок         | Николай Мусиенко Буревестник Украинская ССР Днепропетровск | 17,35 м | Владимир Иноземцев Динамо Украинская ССР Киев      | 17,14 м | Марис Бружикс Вооружённые Силы Латвийская ССР Рига        | 17,12 м |
| Толкание ядра          | Янис Боярс Урожай Латвийская ССР Лимбажи                   | 20,53 м | Сергей Смирнов Вооружённые Силы Ленинград          | 20,37 м | Сергей Донских Динамо Ленинград                           | 20,33 м |

### Женщины
| Дисциплина       | Золото                                                   | Золото  | Серебро                                                          | Серебро | Бронза                                                   | Бронза  |
| ---------------- | -------------------------------------------------------- | ------- | ---------------------------------------------------------------- | ------- | -------------------------------------------------------- | ------- |
| 60 м             | Ирина Слюсарь Буревестник Украинская ССР Днепропетровск  | 7,22    | Ольга Золотарёва Вооружённые Силы Москва                         | 7,28    | Майя Азарашвили Урожай Грузинская ССР Тбилиси            | 7,36    |
| 200 м            | Наталья Бочина Динамо Ленинград                          | 23,10   | Винета Икауниеце Урожай Латвийская ССР Огре                      | 23,45   | Наталья Помощникова Буревестник Москва                   | 23,58   |
| 400 м            | Людмила Белова Профсоюзы Москва                          | 52,65   | Елена Дидиленко-Корбан Трудовые резервы РСФСР Московская область | 52,87   | Лилия Новосельцева Трудовые резервы РСФСР Грозный        | 53,27   |
| 800 м            | Вера Чувашёва Спартак РСФСР Курган                       | 2.03,01 | Надежда Олизаренко Вооружённые Силы Украинская ССР Одесса        | 2.03,04 | Светлана Китова Трудовые резервы Москва                  | 2.03,16 |
| 1500 м           | Татьяна Самоленко-Хамитова Труд Украинская ССР Запорожье | 4.07,48 | Татьяна Петрова Спартак Москва                                   | 4.07,64 | Светлана Китова Трудовые резервы Москва                  | 4.07,96 |
| 3000 м           | Татьяна Самоленко-Хамитова Труд Украинская ССР Запорожье | 8.44,86 | Регина Чистякова Урожай Литовская ССР Вильнюс                    | 8.46,74 | Елена Романова-Малыхина Вооружённые Силы РСФСР Волгоград | 8.47,79 |
| 60 м с барьерами | Вера Акимова Вооружённые Силы Москва                     | 7,94    | Надежда Коршунова Спартак Украинская ССР Харьков                 | 8,11    | Наталья Григорьева Локомотив Украинская ССР Харьков      | 8,17    |
| Прыжок в высоту  | Лариса Косицына Урожай РСФСР Московская область          | 1,98 м  | Галина Бригадная-Жило Труд Туркменская ССР Ашхабад               | 1,96 м  | Тамара Быкова Вооружённые Силы РСФСР Ростов-на-Дону      | 1,94 м  |
| Прыжок в длину   | Елена Коконова Трудовые резервы Казахская ССР Алма-Ата   | 7,00 м  | Елена Белевская-Митяева Трудовые резервы Белорусская ССР Минск   | 6,96 м  | Ирина Валюкевич Вооружённые Силы Белорусская ССР Минск   | 6,75 м  |
| Толкание ядра    | Нуну Абашидзе Динамо Украинская ССР Одесса               | 20,32 м | Дангуоле Бимбайте Динамо Литовская ССР Вильнюс                   | 19,26 м | Валентина Федюшина Трудовые резервы Москва               | 19,19 м |

## Чемпионат СССР по многоборьям
Чемпионы страны в многоборьях определились 31 января—1 февраля 1986 года в Запорожье в манеже «Запорожсталь».

### Мужчины
| Дисциплина | Золото                       | Золото    | Серебро                                                   | Серебро    | Бронза                                           | Бронза     |
| ---------- | ---------------------------- | --------- | --------------------------------------------------------- | ---------- | ------------------------------------------------ | ---------- |
| Семиборье  | Сергей Желанов Динамо Москва | 5883 очка | Александр Апайчев Трудовые резервы Украинская ССР Бровары | 5797 очков | Евгений Овсянников Динамо Казахская ССР Алма-Ата | 5690 очков |

### Женщины
| Дисциплина | Золото                                  | Золото    | Серебро                                | Серебро   | Бронза                                   | Бронза    |
| ---------- | --------------------------------------- | --------- | -------------------------------------- | --------- | ---------------------------------------- | --------- |
| Пятиборье  | Татьяна Шпак Труд Украинская ССР Донецк | 4482 очка | Наталья Шубенкова Динамо РСФСР Барнаул | 4432 очка | Ирина Кушенко Динамо Украинская ССР Киев | 4301 очко |